# Frank Bruno
Frank(lin) Roy Bruno MBE (Hammersmith, Londen, 16 november 1961) is een voormalig Brits professioneel bokser bij de zwaargewichten; hij was actief van 1982 tot en met 1996. Hij bokste 45 wedstrijden, won er 40, waarvan 38 met KO. Hij verloor vier keer een gevecht om een wereldtitel en won er een.

## Bokscarrière
Bruno had vroeg de belangstelling gewonnen van verscheidene internationale boksmagazines door zijn snelle opgang en zijn kwaliteiten als iemand met krachtige stoten. Hij kwam vlug aan 21 overwinningen met KO. 
In mei 1984 kwam er een einde aan deze zegereeks toen toekomstig wereldkampioen James Smith (VS) hem KO sloeg in de tiende ronde.
Op 1 oktober 1985 won hij de Europese zwaargewichttitel van de Zweed Anders Eklund in de vierde ronde.
In 1986 verloor hij de kamp om de WBA titel met technische KO van de Amerikaan Tim Witherspoon, ook in 1989 verloor Bruno de kamp om de WBA, WBC en de IBF titel met technische KO, ditmaal van de Amerikaan Mike Tyson.
Op 1 oktober 1993 verloor hij de kamp om de WBC titel tegen een andere Brit Lennox Lewis, alweer met een technische KO.
Op 2 september 1995 versloeg hij de Amerikaan Oliver McCall om de WBC titel in het Wembley Stadium te Londen op punten.
Na verlies om de WBC titel tegen Mike Tyson in 1996 besloot hij na een opgelopen oogblessure tijdens deze kamp geen risico's meer te nemen op mogelijke permanente blindheid en stopte met professioneel boksen.

## Trivia
Op 22 september 2003 werd Frank Bruno opgenomen in het Goodmayes Hospital waar hij psychologische en psychiatrische testen onderging.
Later verklaarde hij dat zijn jarenlange cocaïne misbruik waarschijnlijk aan de basis lag van zijn bipolaire stoornis.